# پیز بیال
پیز بیال (به لاتین: Piz Bial) یک کوه در سوئیس است که در کانتون گراوبوندن واقع شده‌است. پیز بیال ۳٬۰۶۱ متر بالاتر از سطح دریا واقع شده‌است.